# Jean Filliozat
Jean Filliozat (Parijs, 4 november 1906 - Parijs, 1982) was een Frans oogarts, Indiakundige en tibetoloog.
Filliozat studeerde Oogheelkunde en was oogarts van 1930 tot 1947. Daarnaast leerde hij de Aziatische talen Sanskriet, Pali, Tibetaans en Tamil. Hij specialiseerde zich vooral op de geschiedenis van de Indiase Geneeswijze en hield zich verder ook bezig met geheel andere thema's, zoals het symbolisme van de Phnom Bakheng in Cambodja. 

## Werk
- 1943: Magie et médecine, Parijs, P.U.F.
- 1949: La Doctrine classique de la médecine indienne. Ses origines et ses parallèles grecs, Parijs, Imprimerie Nationale
- 1949: L'Inde classique. Manuel des études indiennes, Parijs, Payot [met L. Renou]
- 1967: Studies in Asokan Inscriptions
- 1973: Un texte de la religion kaumâra. Le Tirumurukârrupatai, Pondichéry, Institut français d'indologie
- 1979: Yogasataka, Pondichéry, Institut Français d'Indologie
- 1986: L'Inde vue de Rome. Textes latins de l'antiquité relatifs à l'Inde, Parijs, Les Belles Lettres [met J. André]